# Gustav Höhne
Gustav Höhne (* 17. Februar 1893 in Kruschwitz; † 21. Februar 1951 in Oberursel (Taunus)) war ein deutscher General der Infanterie im Zweiten Weltkrieg.

## Leben
Höhne trat am 27. März 1911 als Fahnenjunker in das 1. Ermländische Infanterie-Regiment Nr. 150 der Preußischen Armee ein. Mit diesem Regiment nahm er am Ersten Weltkrieg teil, wurde dabei mehrfach verwundet und für seine Leistungen mit beiden Klassen des Eisernen Kreuzes, dem Ritterkreuz des Königlichen Hausordens von Hohenzollern mit Schwertern, dem Verwundetenabzeichen in Silber sowie dem Hanseatenkreuz der Stadt Hamburg ausgezeichnet. Nach Kriegsende diente Höhne u. a. als Adjutant der 75. Infanterie-Brigade und wurde im September 1919 in die Vorläufige Reichswehr übernommen. Mit der Bildung der Reichswehr folgte seine Versetzung in das 2. (Preußisches) Infanterie-Regiment, dem er bis Ende Januar 1930 angehörte.
Zur Wehrmacht übergetreten erfolgte am 1. März 1938 die Beförderung zum Oberst. Zu Beginn des Zweiten Weltkrieges führte er im Rahmen der 14. Armee das Infanterie-Regiment 28 beim Überfall auf Polen (September 1939) und ab Mai 1940 beim Westfeldzug. Im August 1940 wurde er zum Generalmajor befördert und am 25. Oktober zum Kommandeur der 8. Infanterie-Division ernannt. Während des Angriffes auf die Sowjetunion führte er im Juni 1941 seine Truppen im Verband des VIII. Armeekorps über den Njemen nach Grodno und nahm danach an der Einkesselung sowjetischer Truppen im Raum Wolkowysk teil. Für sein Wirken erhielt Höhne am 30. Juni 1941 das Ritterkreuz des Eisernen Kreuzes sowie am 3. Juli 1941 die Anerkennungsurkunde des Oberbefehlshabers des Heeres für hervorragende Leistungen auf dem Schlachtfeld.
Im Frühjahr 1942 nahmen seine Truppen am Entsatzangriff der Gruppe Seydlitz zum Kessel von Demjansk teil, im Sommer 1942 wurde seine Division zur 8. Jäger-Division umgegliedert. Am 1. August 1942 zum Generalleutnant aufgestiegen, folgte am 1. Mai 1943 seine Beförderung zum General der Infanterie. Als solcher erhielt er kurz darauf am 17. Mai 1943 das Eichenlaub zum Ritterkreuz des Eisernen Kreuzes (238. Verleihung).
Am 20. Juli 1943 wurde er im Bereich der 16. Armee zum Kommandierenden General des VIII. Armeekorps ernannt. Schließlich führte er noch ab 23. November 1944 bis zum Kriegsende das Generalkommando des LXXXIX. Armeekorps im Bereich der 1. Armee an der Westfront.